# Route principale 11 (Suisse)
Pour les articles homonymes, voir H11 et Route 11.
La Route principale 11, du réseau suisse des routes principales, relie Vionnaz dans la vallée du Rhône en Valais à Wassen dans les Alpes uranaises, en passant par les Préalpes vaudoises, les Préalpes bernoises et les Alpes bernoises.

## Parcours
- Vionnaz 
  - Pont sur le Rhône ( Valais -  Vaud)
  - Viaduc de la Grande Eau
- Aigle  et 
  - Pont de Larrevoin (premier pont de 1835 abandonné en 1871 pour un nouveau tracé[1])
  - Galerie de Vuargny
  - Viaduc du Sépey
- Le Sépey 142 vers col du Pillon
- Col des Mosses
- L'Étivaz
  - Pont sur la Sarine
- Château-d'Œx 190 vers Bulle
- Rougemont
- Saanen ( Berne), 142 vers col du Pillon
  - Tranchée couverte de Saanen
- Col de Saanenmöser
- Zweisimmen 220 vers Lenk
  - Pont de Laubegg (Boltigen) sur la Simme
  - Pont de Garstatt (Boltigen) sur la Simme
- Boltigen 219 vers le col du Jaun
  - Pont sur la Simme (Wimmis)
- Wimmis 227 vers Thoune et 
  - Pont sur la Kander
- Spiez  (début tronçon commun), 223 vers Kandersteg,  et
- Interlaken  vers Thoune / Grindelwald et 
  - Pont sur l'Aar
- Brienz
- Unterbach  et 
  - Pont sur l'Aar
- Meiringen 226 vers
- Innertkirchen  vers Grimsel (fin tronçon commun)
- Col du Susten ( Berne -  Uri)
- Wassen  et

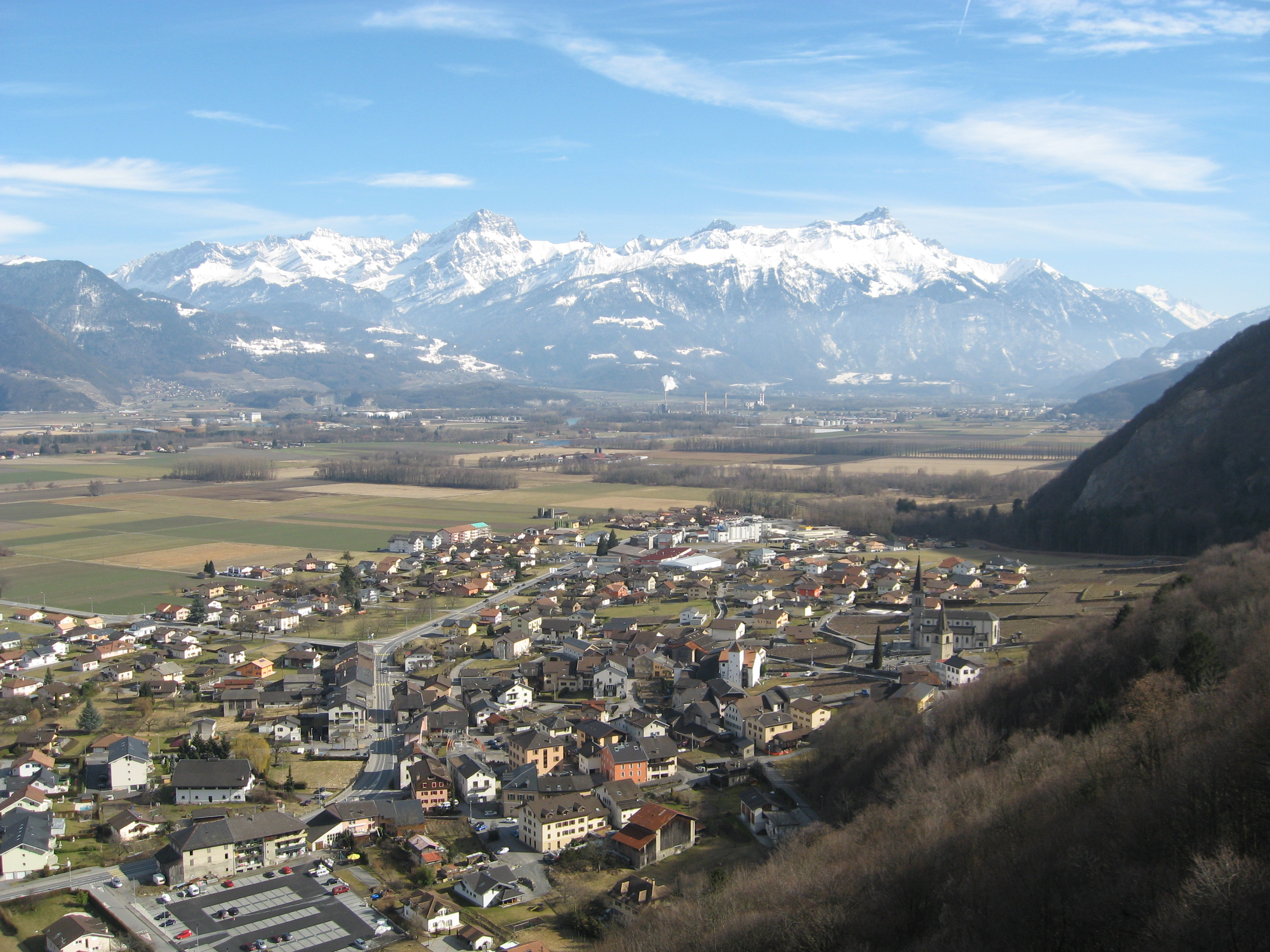
La route H 11 débute à Vionnaz, à l'intersection avec la H 21.
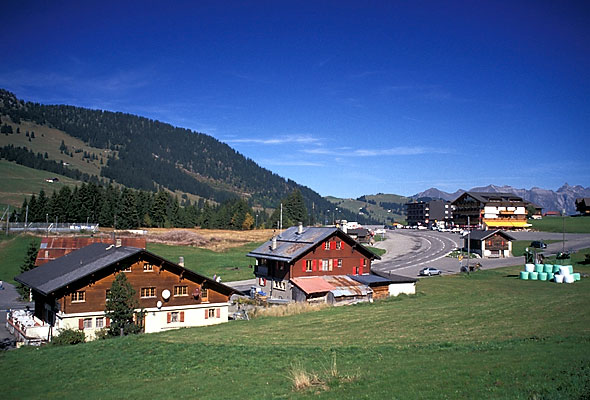
Le col des Mosses
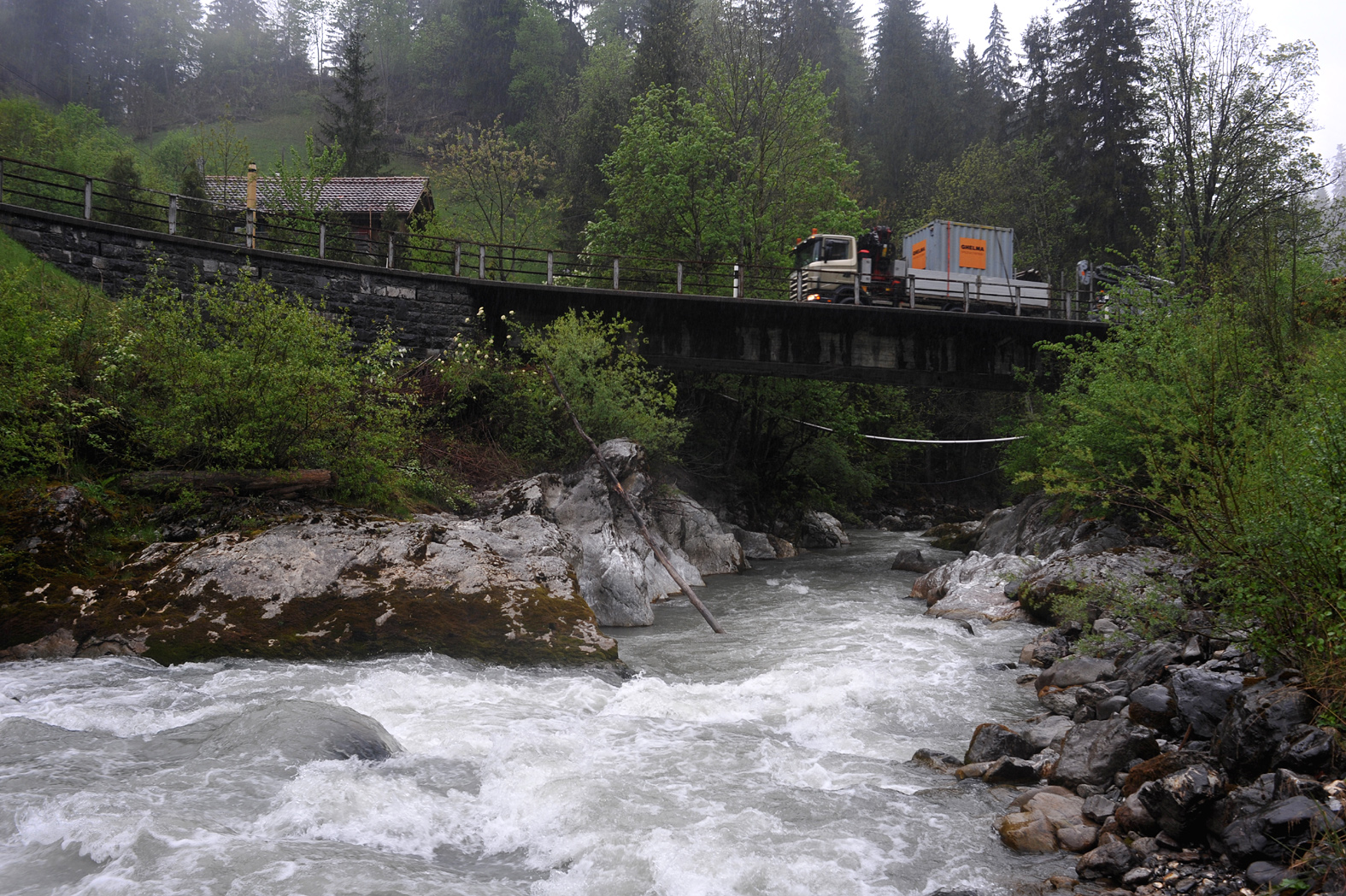
Pont de Laubegg (Boltigen) sur la Simme
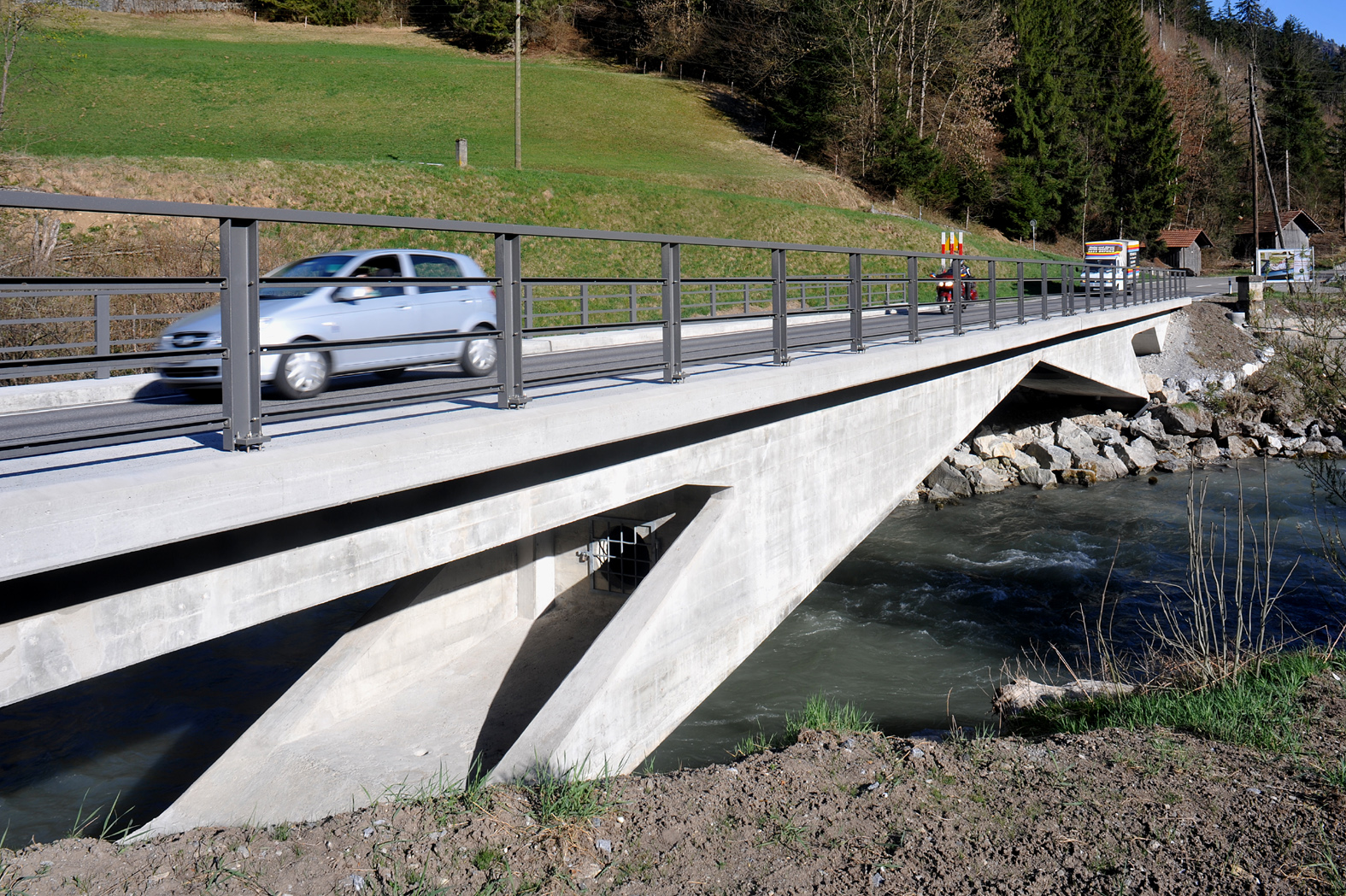
Pont de Garstatt (Boltigen) sur la Simme
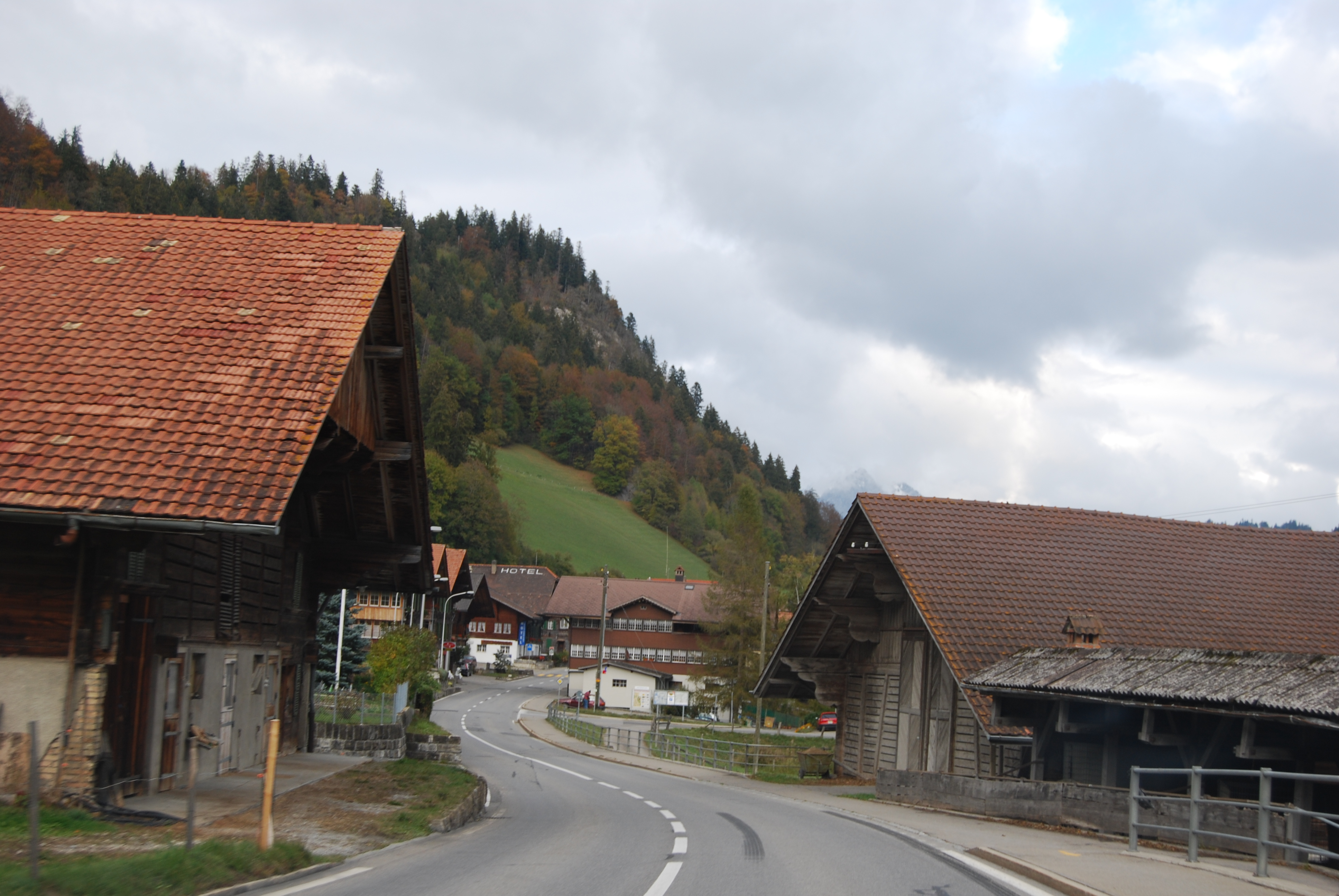
Boltigen
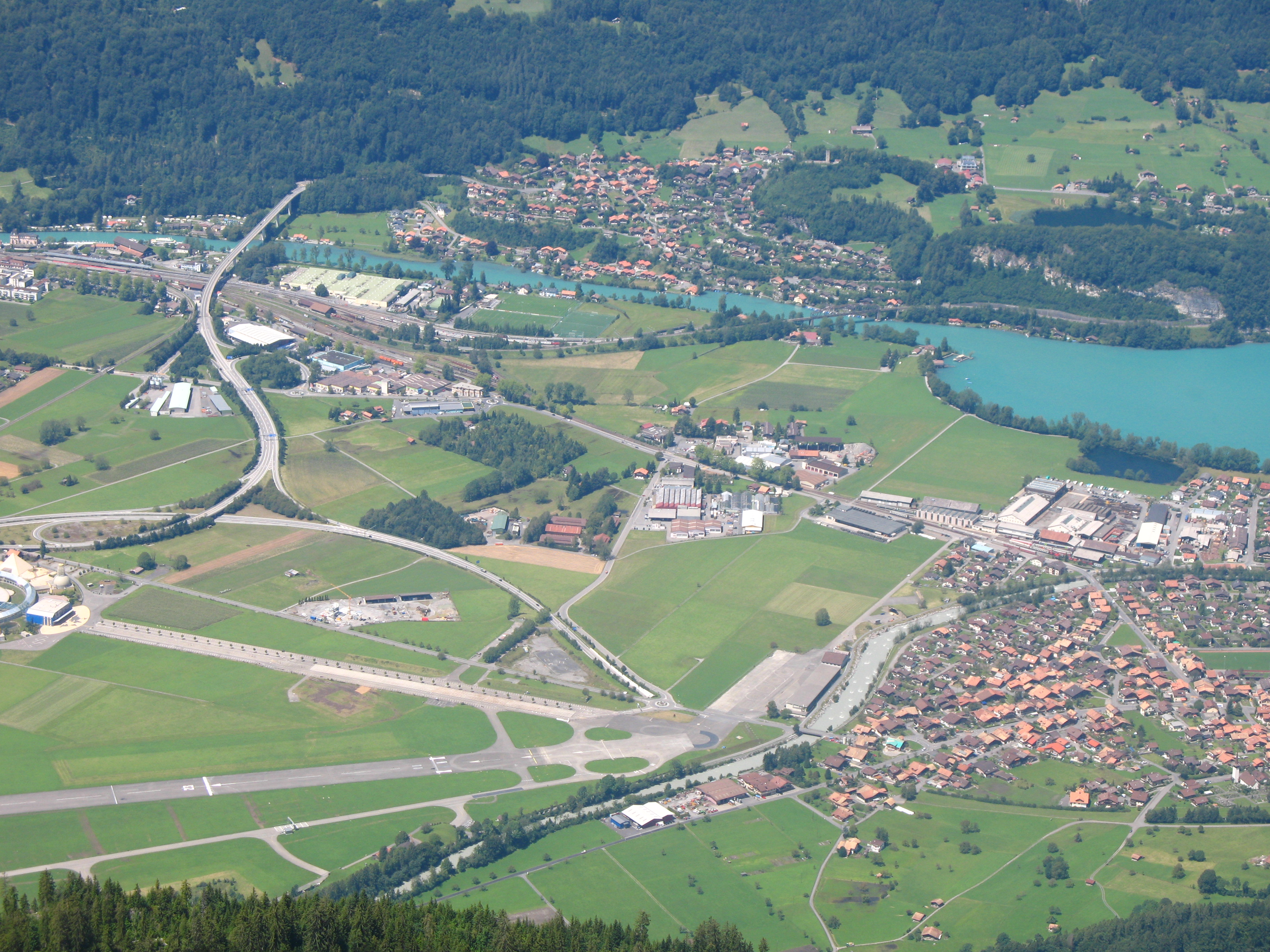
Intersection avec la sortie Interlaken-Ost (8) de l'A 8 et pont sur l'Aar.
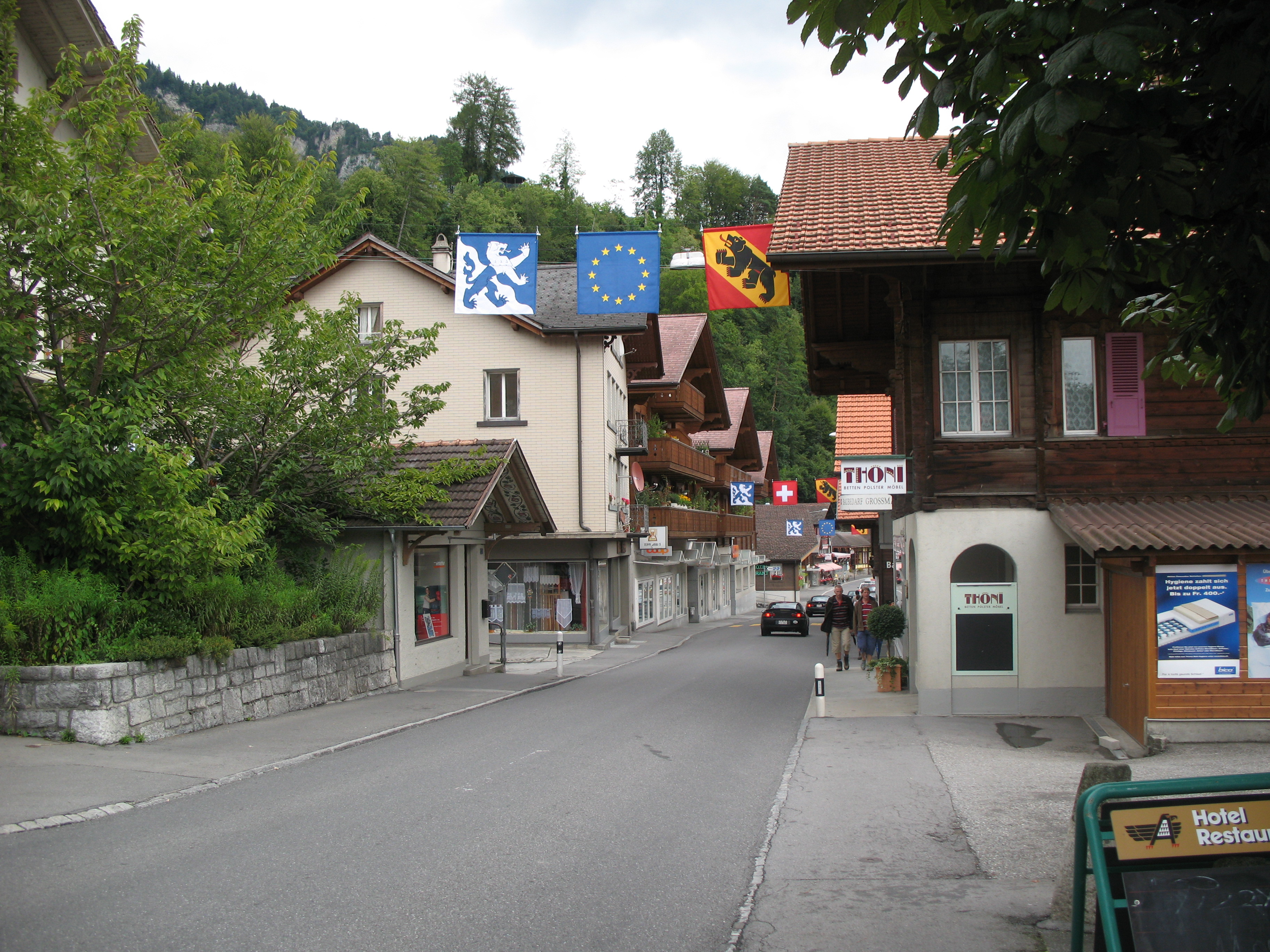
Brienz
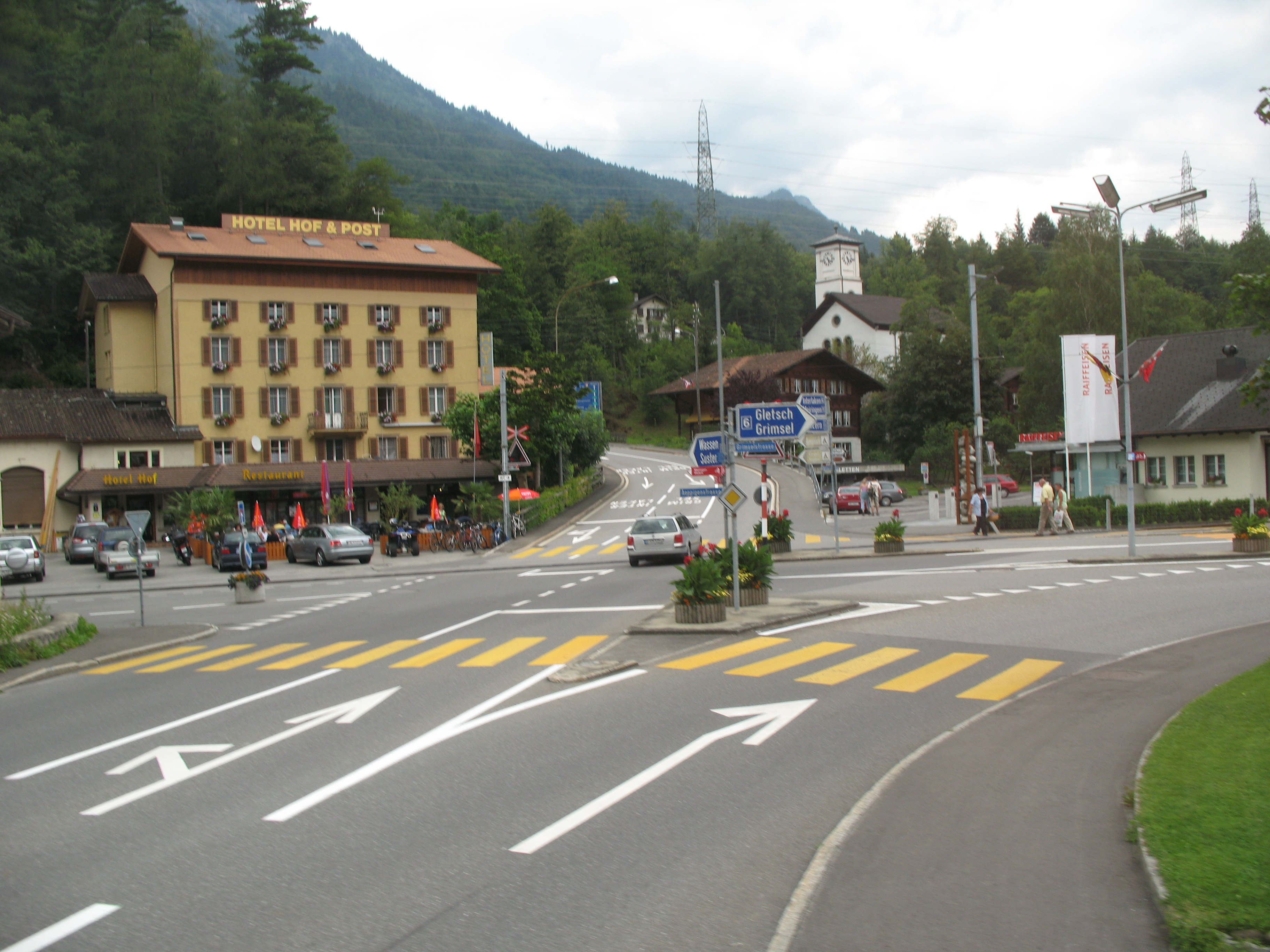
Intersection à Innertkirchen entre la H 11 pour le Susten et la H 6 pour le Grimsel.
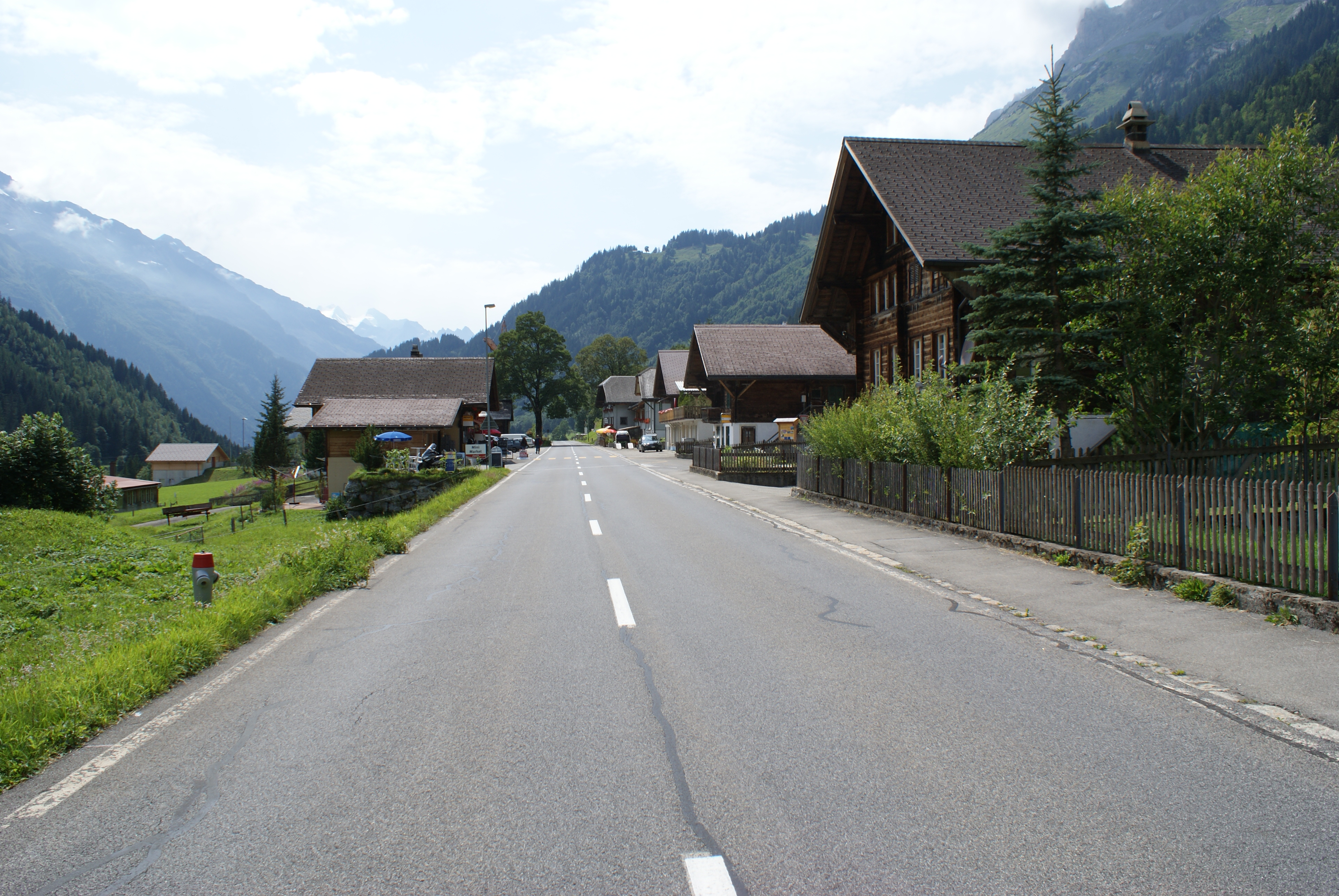
Gadmen sur la route du Susten
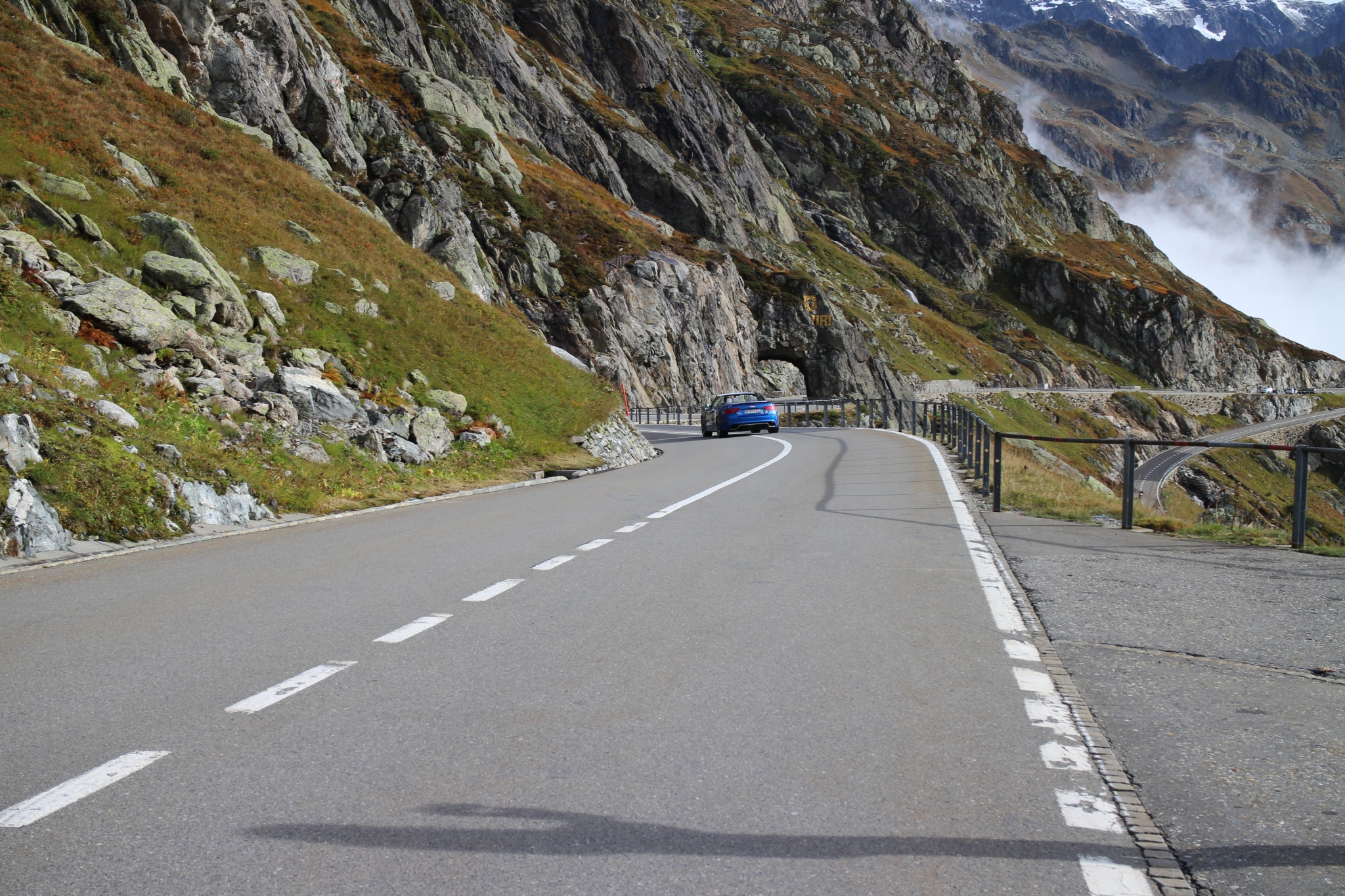
Route du col du Susten
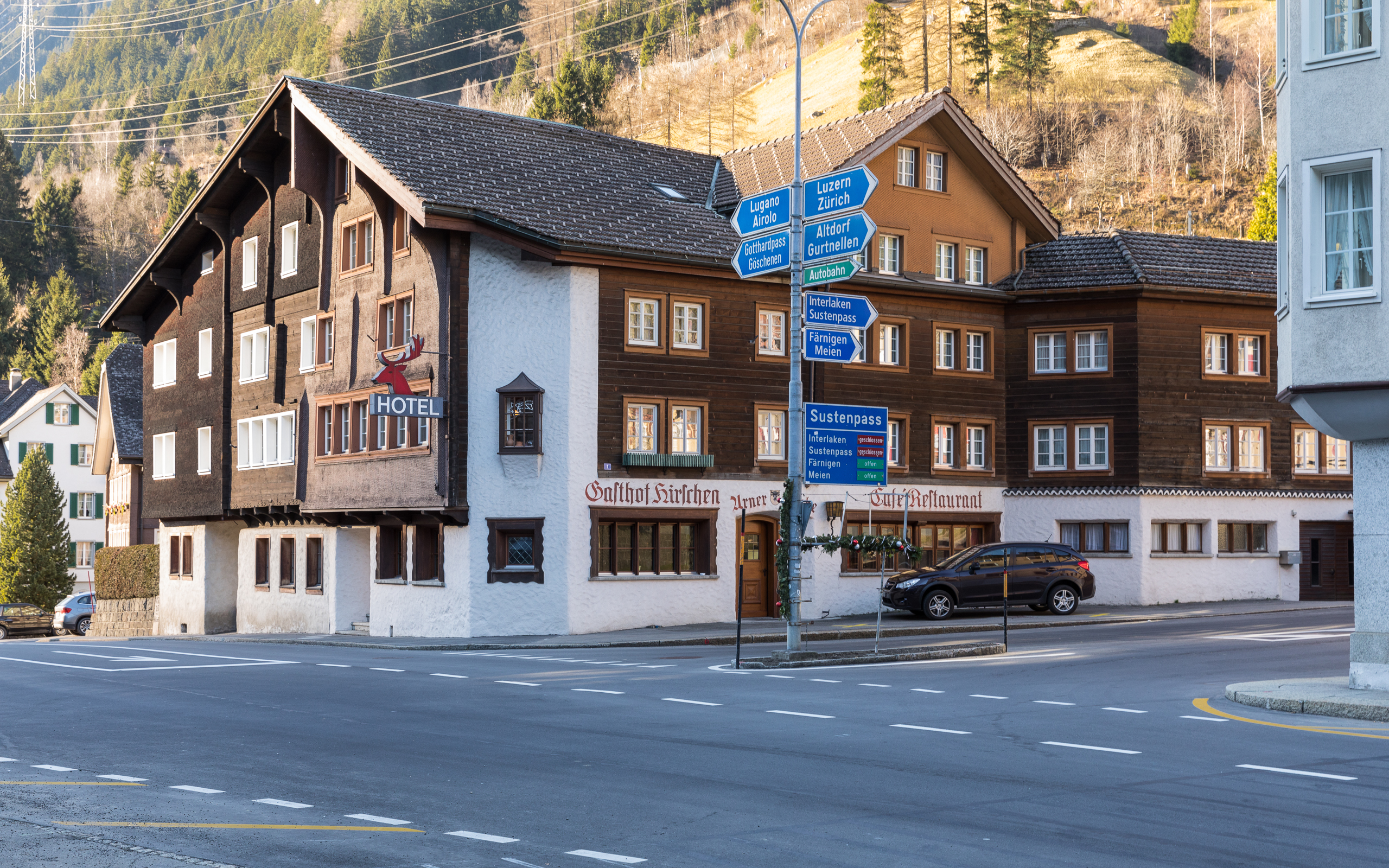
Le début de la route H 11 à l'intersection avec la H 2 à Wassen.